# Posició (música)

Digitació de la primera posició en les quatre cordes del violí

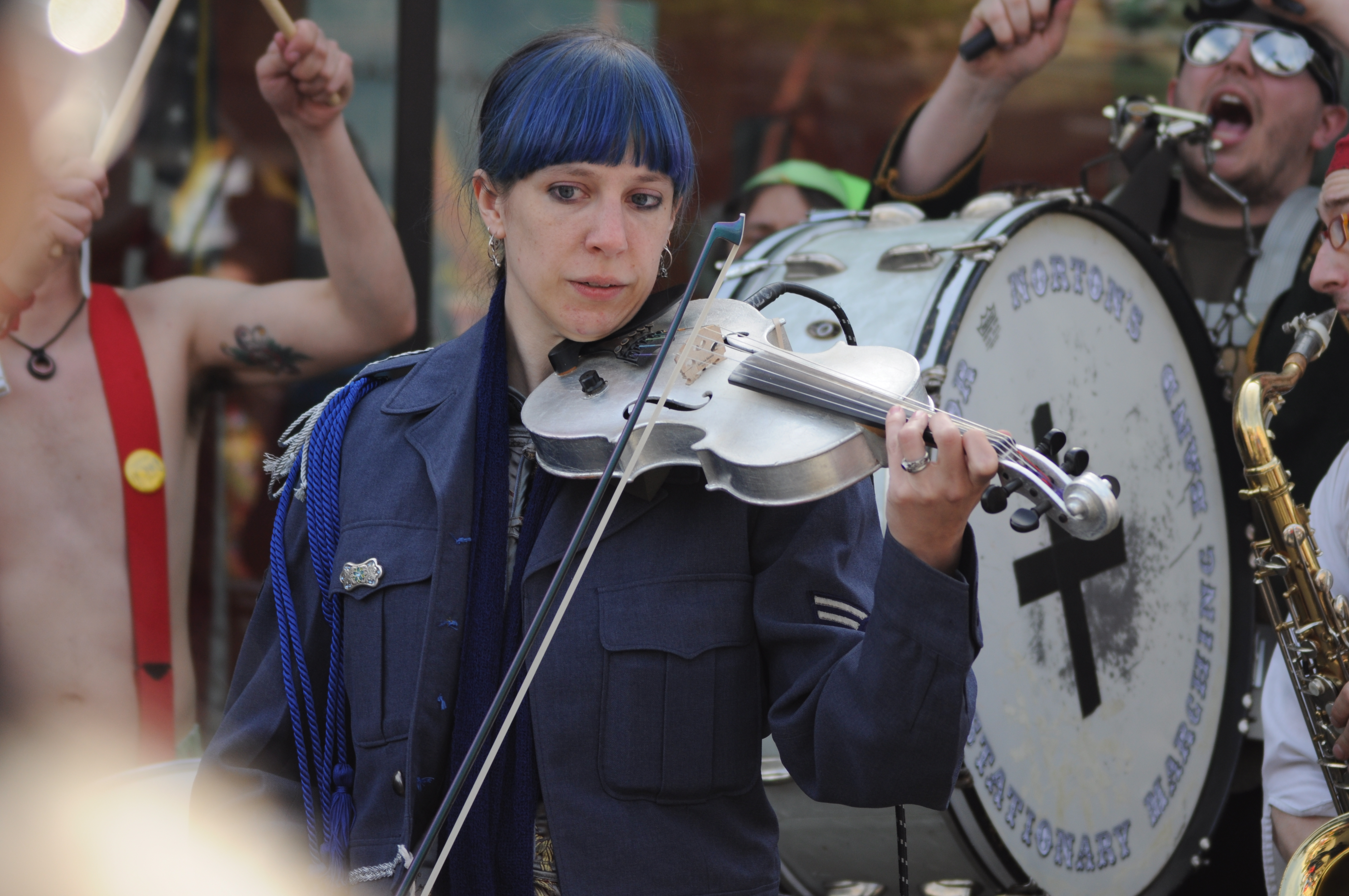
Violinista tocant en primera posició

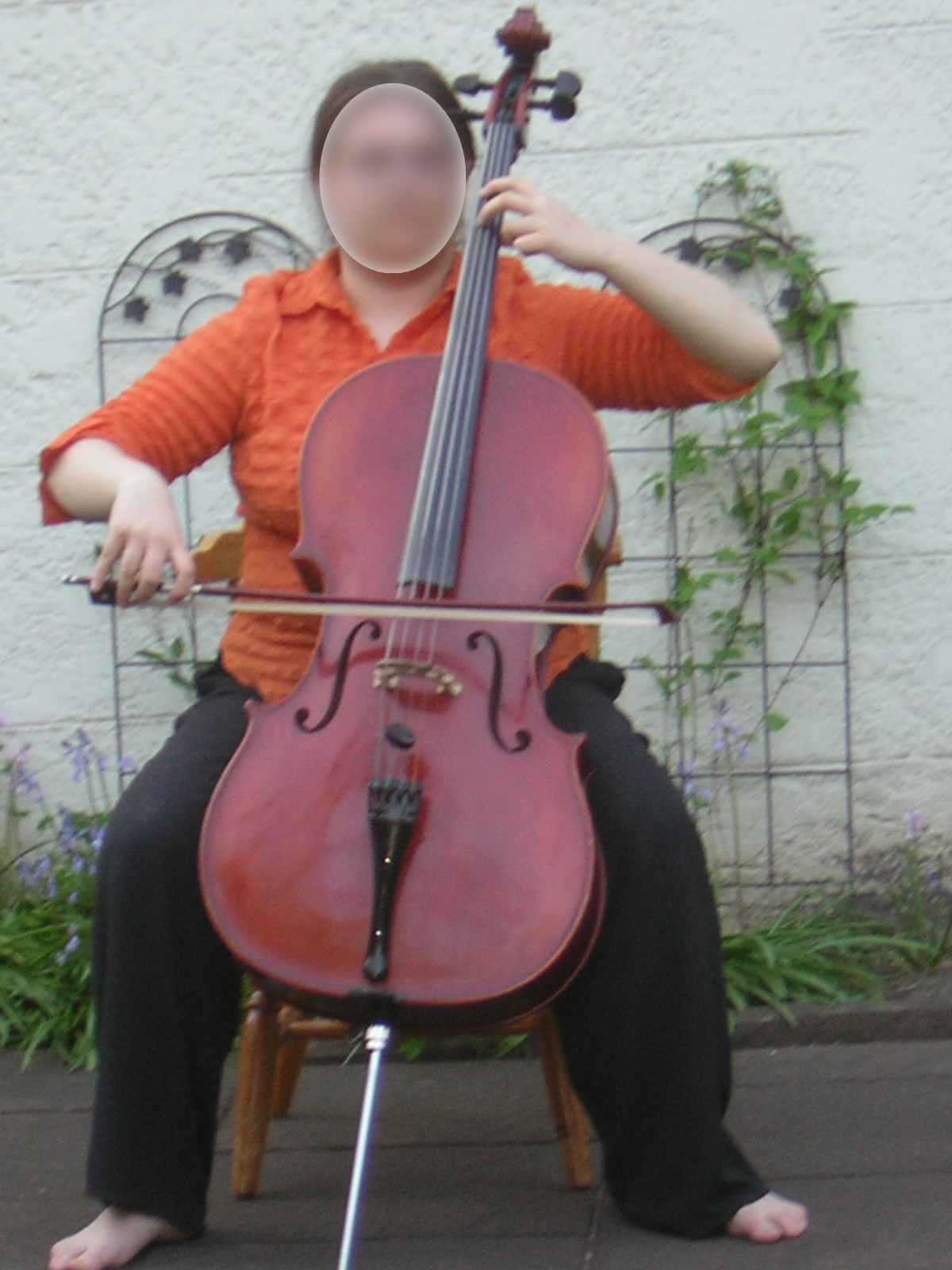
Violoncel·lista tocant en segona posició

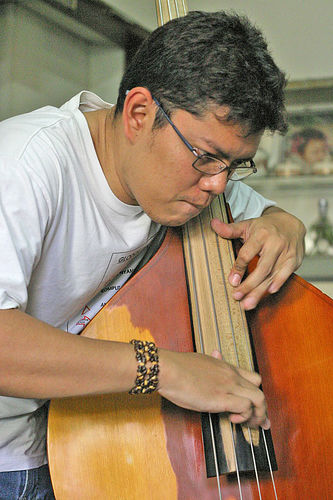
Contrabaixista tocant amb una posició amb celleta

La posició és, en un instrument de corda fregada, la localització o col·locació de la mà sobre el batedor i sobre les cordes, amb relació a la celleta. Les diferents posicions s'indiquen amb nombres ordinals (per exemple: tercera posició). Sobre la partitura, les digitacions s'indiquen amb xifres aràbigues, i les cordes a les quals s'aplica aquesta digitació amb xifres romanes; d'aquesta manera, doncs, queda ja implícita la posició que cal aplicar en cada cas. Així, per exemple, en el cas del violoncel un re3 digitat amb el dit 4 sobre la corda I, implica que ha de ser interpretat en primera posició.
En els casos concrets del violoncel i del contrabaix, i sense una numeració particular de posició, hi ha les posicions de celleta, útils sobretot per interpretar passatges especialment aguts. En aquests casos, el dit polze, habitualment col·locat al darrere del mànec de l'instrument es desplaça cap al davant i prem les cordes posant-se perpendicular a aquestes, fent les funcions d'una celleta.
A mesura que els intèrprets d'instruments de corda fregada adquireixen experiència i expertesa, es van acostumant a trobar els llocs on se situen aquestes posicions, que mai no estan marcades ni sobre el batedor ni sobre el mànec de l'instrument, ni amb cap altres mètode. Algunes d'aquestes posicions són més fàcils de trobar per la seva relació a certs elements estructurals del mateix instrument. Així, per exemple, la quarta posició en el violoncel es troba –aproximadament- posant el dit polze en contacte amb la base del mànec, precisament el punt on el seu gruix varia sensiblement; per això, en algunes metodologies d'aprenentatge aquesta posició s'aprèn immediatament després de la primera. De manera similar, les posicions superiors en el violí fan ús de les espatlles de la caixa de ressonància com a punt de referència. Alguns instruments elèctrics que no tenen necessitat de caixa de ressonància ni d'un caos amb cap forma predeterminada, incorporen aquest perfil imitant aquestes ‘’espatlles'’ precisament per aquesta raó.